# Phymatochernes crassimanus
Genre
Espèce
Phymatochernes crassimanus, unique représentant du genre Phymatochernes, est une espèce de pseudoscorpions de la famille des Chernetidae.

## Distribution
Cette espèce est endémique de l'État d'Amazonas au Brésil.

## Description
La femelle holotype mesure 2,1 mm.

## Publication originale
- Mahnert, 1979 : Pseudoskorpione (Arachnida) aus dem Amazonas-Gebiet (Brasilien). Revue Suisse de Zoologie, vol. 86, no 3, p. 719-810 (texte intégral).